# NGC 7741
NGC 7741 ist eine Balken-Spiralgalaxie mit ausgedehnten Sternentstehungsgebieten vom Hubble-Typ SBc im Sternbild Pegasus am Nordsternhimmel. Sie ist schätzungsweise 41 Millionen Lichtjahre von der Milchstraße entfernt und hat einen Durchmesser von etwa 50.000 Lj.

Im selben Himmelsareal befinden sich die Galaxien NGC 7735 und NGC 7745.
Das Objekt wurde am 10. September 1784 von dem deutsch-britischen Astronom William Herschel entdeckt.